# Damon diadema
Damon diadema es una especie de arácnido perteneciente a la familia Phrynichidae. Esta especie se encuentra en Tanzania, Kenia, Etiopía, Somalia, Yemen y Guatemala. 

## Galería

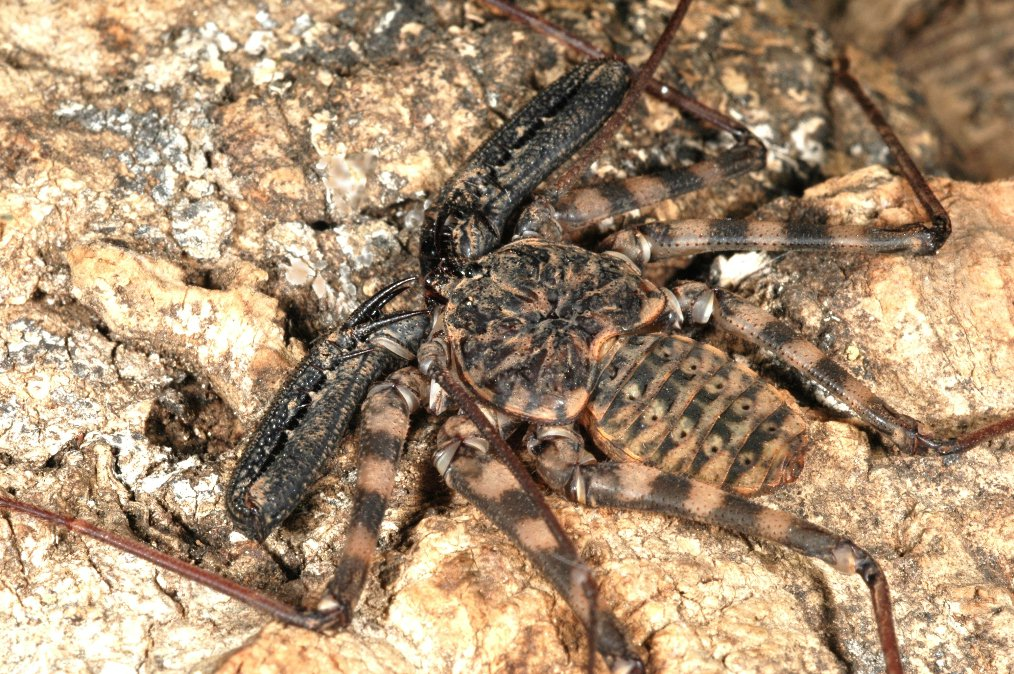
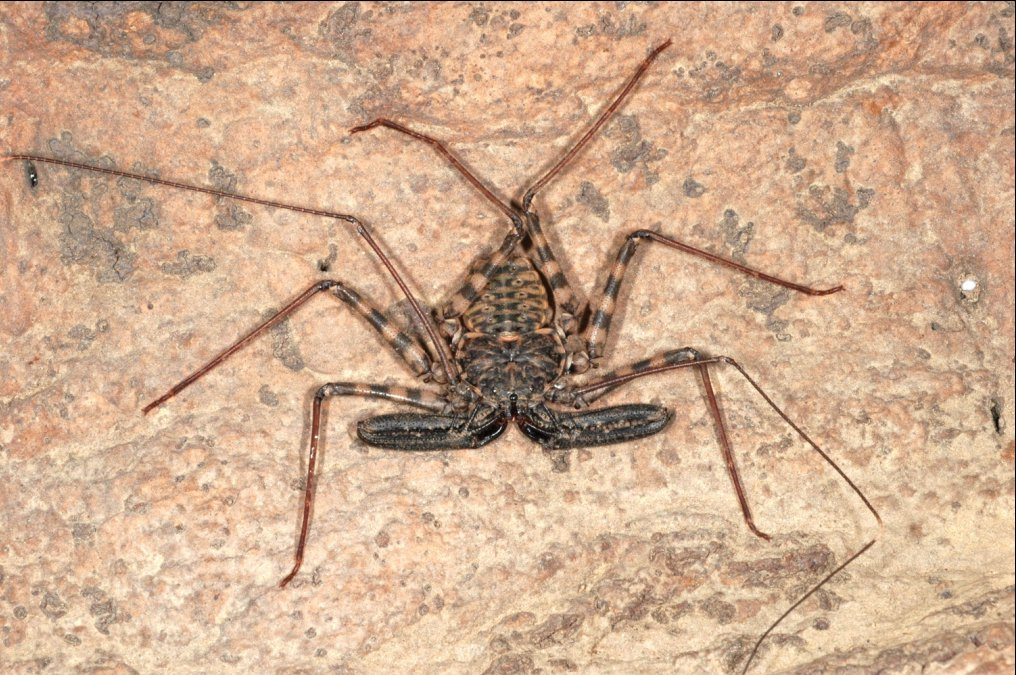
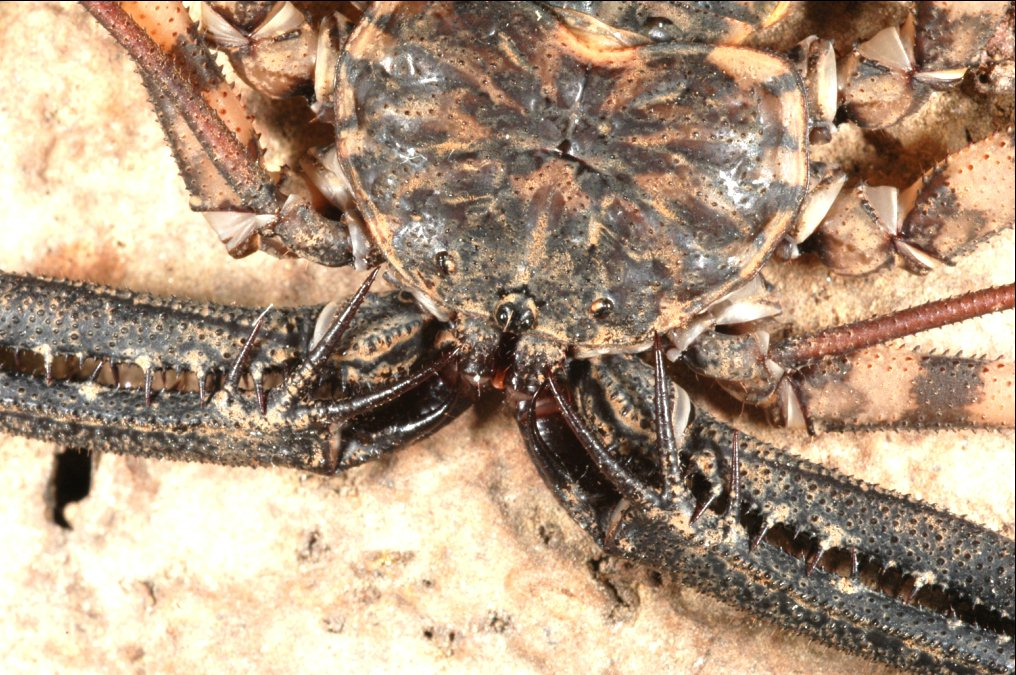
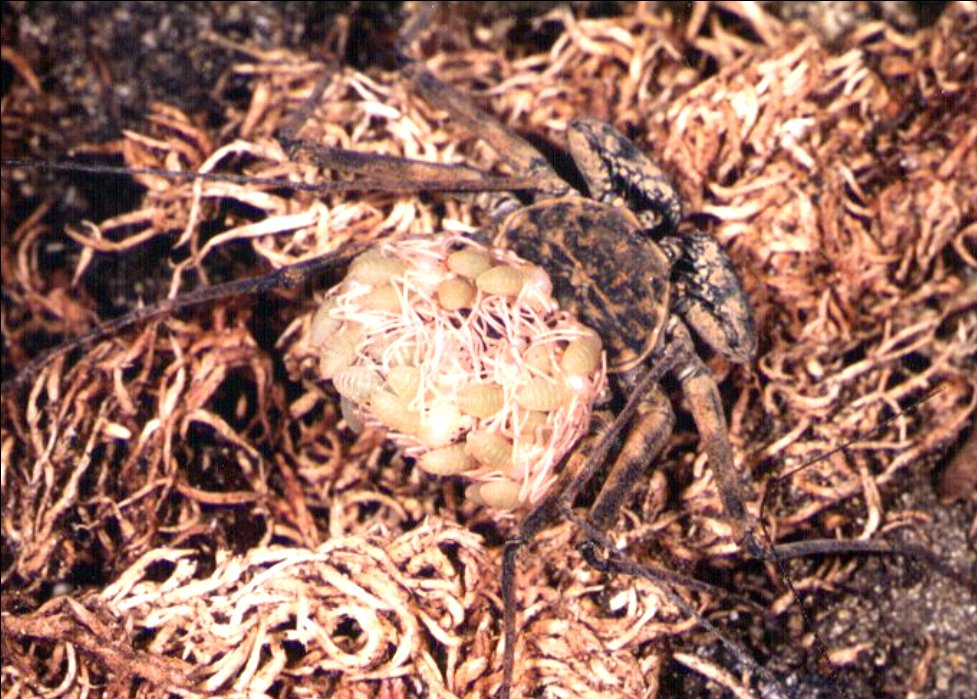
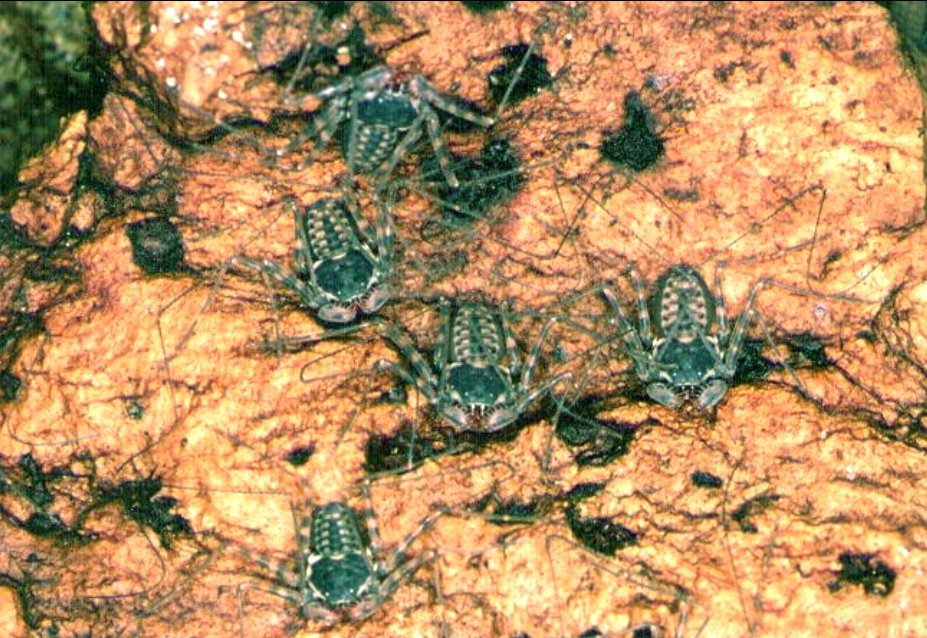